# Jogos Pan-Africanos de 1973

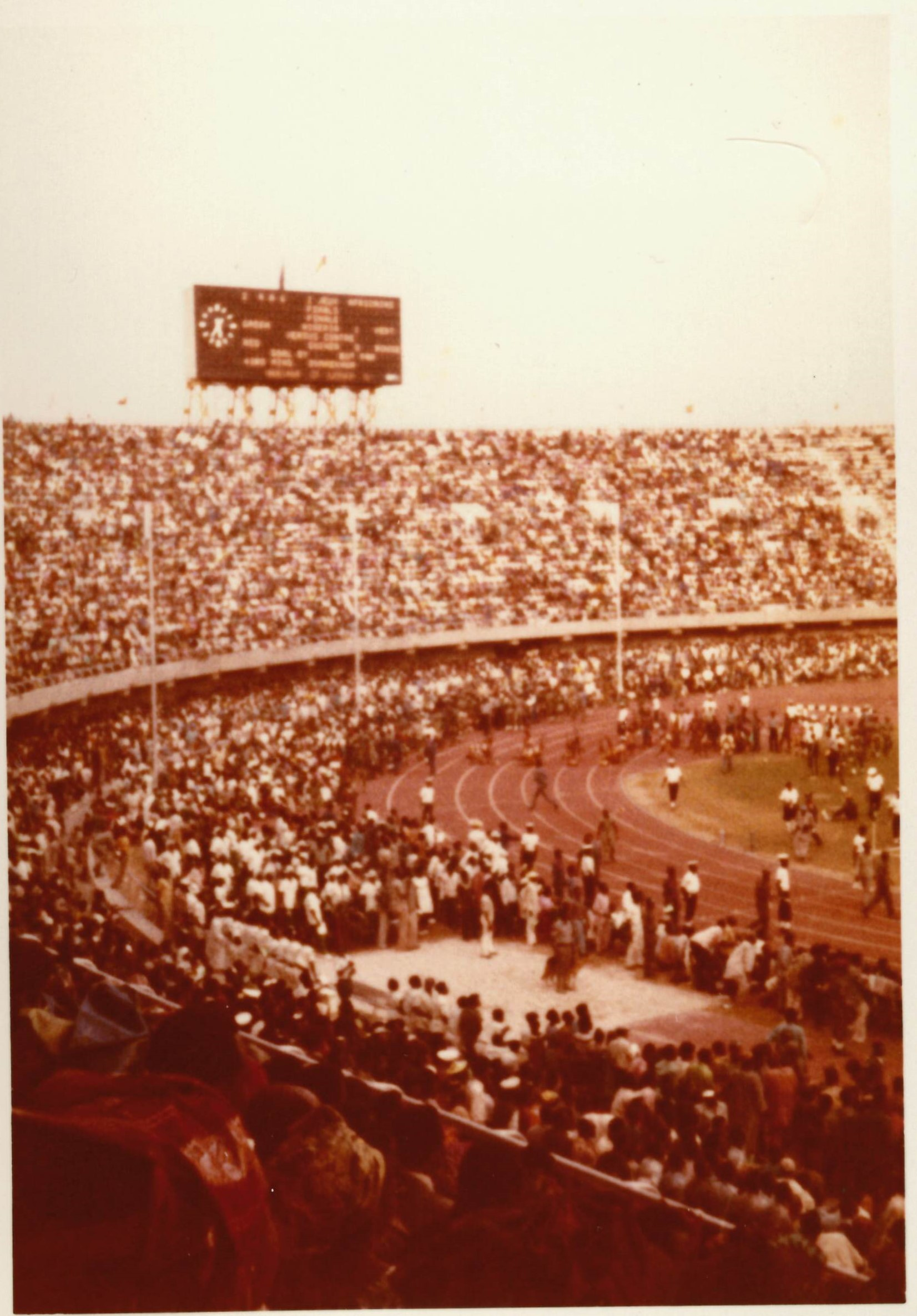
Estádio Nacional de Lagos, palco de abertura e encerramento dos Jogos

Os Jogos Pan-africanos de 1973 foram realizados na cidade de Lagos, na Nigéria, entre 7 e 18 de janeiro. Entre as edições 1965 e 1973, guerras internas e entre países dificultaram a realização da segunda edição. Em 1966, foi criado o Conselho Supremo de Esportes na África (sigla em inglês: SCSA), que, segundo a vontade de alguns, deveria cuidar da organização dos Jogos Pan-africanos. Após o cancelamento da edição de Mali, Lagos aceitou sediar o evento, mas estendeu o prazo de realização para 1973 devido à guerra de Biafra.
Nas disputas do futebol masculino, a Nigéria foi a vencedora. No atletismo, três atletas conquistaram mais de uma medalha: Ohene Karikari, Alice Annum, de Gana, e Modupe Oshikoya, da Nigéria.[carece de fontes?]

## Quadro de medalhas
País sede destacado. 
| Ordem | País            | Medalha de ouro | Medalha de prata | Medalha de bronze | Total |
| ----- | --------------- | --------------- | ---------------- | ----------------- | ----- |
| 1     | Egito           | 25              | 16               | 15                | 56    |
| 2     | Nigéria         | 18              | 25               | 20                | 63    |
| 3     | Quénia          | 9               | 9                | 18                | 36    |
| 4     | Uganda          | 8               | 6                | 6                 | 20    |
| 5     | Gana            | 7               | 7                | 13                | 27    |
| 6     | Tunísia         | 4               | 6                | 3                 | 13    |
| 7     | Argélia         | 4               | 5                | 13                | 22    |
| 8     | Etiópia         | 4               | 3                | 6                 | 13    |
| 9     | Senegal         | 4               | 2                | 6                 | 12    |
| 10    | Costa do Marfim | 2               |                  | 4                 | 6     |
| 11    | Marrocos        | 1               | 3                | 3                 | 7     |
| 12    | Sudão           | 1               | 1                | 1                 | 3     |
| 13    | Guiné           | 1               | 1                |                   | 2     |
| 13    | Mali            | 1               | 1                |                   | 2     |
| 13    | Tanzânia        | 1               | 1                |                   | 2     |
| 16    | Zâmbia          | 1               |                  | 6                 | 7     |
| 17    | Somália         | 1               |                  |                   | 1     |
| 18    | Madagascar      |                 | 2                | 3                 | 5     |
| 19    | Camarões        |                 | 1                | 3                 | 4     |
| 19    | Congo           |                 | 1                | 3                 | 4     |
| 21    | Gabão           |                 | 1                |                   | 1     |
| 21    | Níger           |                 | 1                |                   | 1     |
| 23    | Benim           |                 |                  | 1                 | 1     |
| 23    | Eswatini        |                 |                  | 1                 | 1     |
| 23    | Togo            |                 |                  | 1                 | 1     |
| TOTAL | TOTAL           | 92              | 94               | 126               | 312   |